# لويس فرانسوا، دوق أنجو
لويس فرانسوا، دوق أنجو (بالفرنسية: Louis François d'Anjou)‏ (14 يونيو 1672 - 4 نوفمبر 1672)هو الابن الأصغر لملك فرنسا لويس الرابع عشر، وتوفي عن عمر يناهز 4 أشهر، 3 أسابيع.